# 한국포도협회
한국포도협회는 국산 포도의 생산유통·등 포도산업에 대한 정보·기술교류, 교육훈련, 조사연구, 홍보 및 소비촉진 등을 통해 한국 포도산업의 발전에 기여함을 목적으로 2010년 2월 12일 설립된 대한민국 농림축산식품부 소관의 사단법인이다. 사무실은 서울특별시 중구 서소문로 89, 17층 (순화동, 순화빌딩) 내에 있다.